# Tamezō Narita
Tamezō Narita (成田為三, Narita Tamezō), né le 15 décembre 1893 dans la préfecture d'Akita – mort le 29 octobre 1945, est un compositeur japonais.

## Chansons
- Kanariya (かなりや Canari) 1918
- Hamabe no uta (浜辺の歌 également connu sous le titre "Song of the Seashore", soit "Chanson de la plage"); paroles de Kokei Hayashi.

"Hamabe no uta" (浜辺の歌) a donné lieu à différents enregistrements vocaux et instrumentaux, parmi lesquels :
- Kazumichi Ohno (ténor), Kyosuke Kobayashi (piano) : Andeutung im Mondschein / Allusions in Moonlight | Ein japanischer Liederabend / A japanese lieder-recital | Label : ℗ 1996 Thorofon Records (en)
- Sir James Galway (*1939–), célèbre flûtiste soliste britannique
- Jean-Pierre Rampal[2] (*1922–†2000), flûtiste soliste français, de renommée internationale
- La superstar taïwanaise Teresa Teng (鄧麗君) [*1953–†1995] a repris "Hamabe no Uta" (romaji) dans une version en chinois, sous le titre "海戀", soit "Hai Lian" en pinyin.

## Source de la traduction
- (en) Cet article est partiellement ou en totalité issu de l’article de Wikipédia en anglais intitulé « Tamezō Narita » (voir la liste des auteurs).